# 子实层
子实层（hymenium），是子囊菌門與擔子菌門真菌子實層體上的構造。子實體中，最內側的組織為菌髓，其外為子實下層（subhymenium），最外側即為子實層。子實層的部分細胞可發育成担子或子囊，並產生有性孢子，其他細胞則發育成侧丝（子囊菌）或囊状体（担子菌）等非生殖細胞，提供支持、保護等功能，側絲與囊狀體在蕈類的種類鑑別上相當重要，其形狀、細胞核數量與隔膜的有無是某些菌类的分類依據。
以下為一些担子菌门與子囊菌门真菌的子實層形態。
- 伞菌（英语：agaric）的子实层位於其菌褶的垂直面。
- 牛肝菌的子实层位於海绵质的構造上。
- 尘菌的子实层位於内部。
- 鬼笔菌的子实层位於内部，呈现时伴有恶臭的胶体。
- 盘菌的子实层位於盘状子實體的内弧面。
- 猴头菌的子實層位於齒狀構造的外側。

## 图像

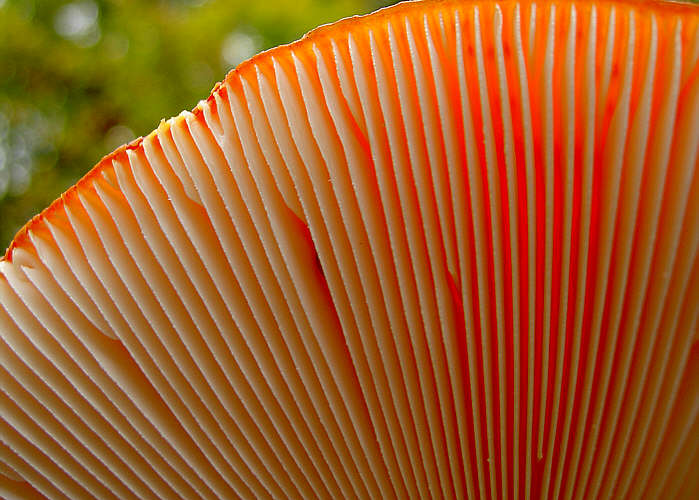
毒蝇伞的子实层
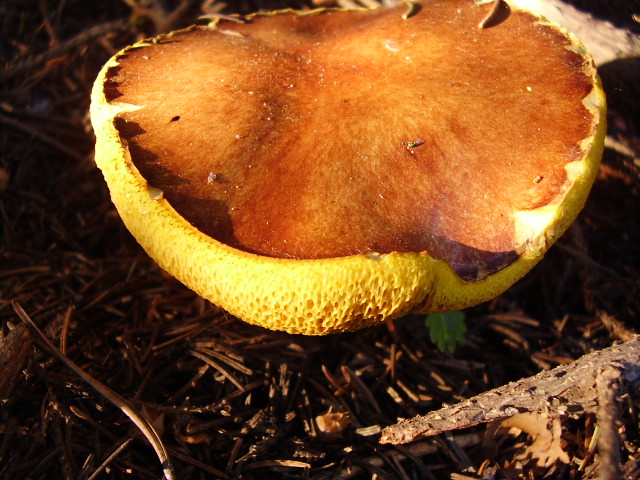
褐环乳牛肝菌的子实层伴有亮黄色的气孔
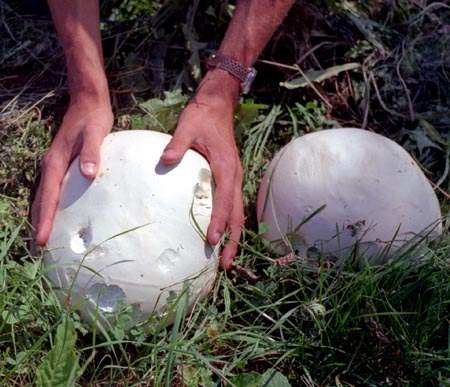
巨大的尘菌大秃马勃（英语：Calvatia gigantea）
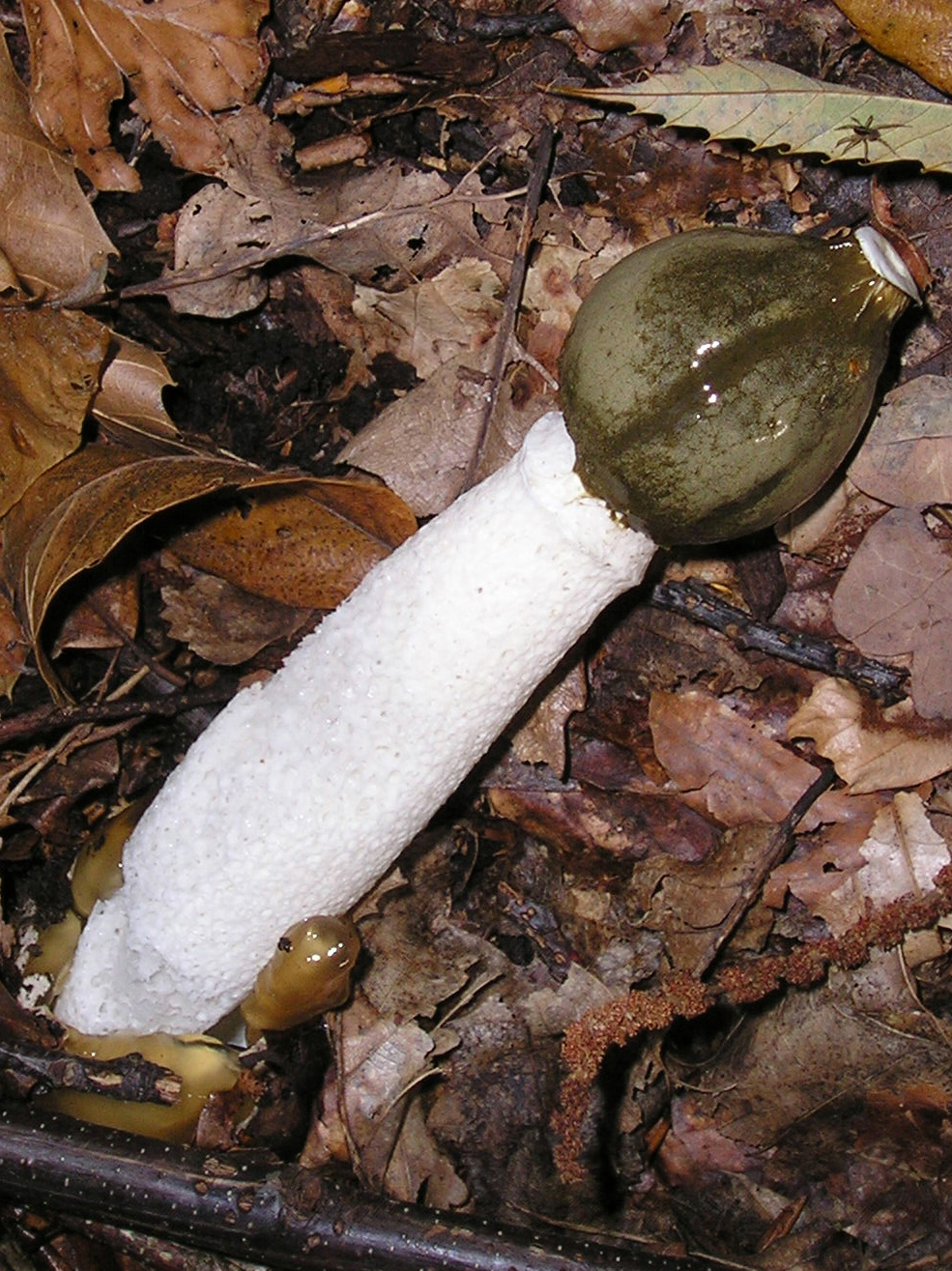
鬼笔菌的一类白鬼笔
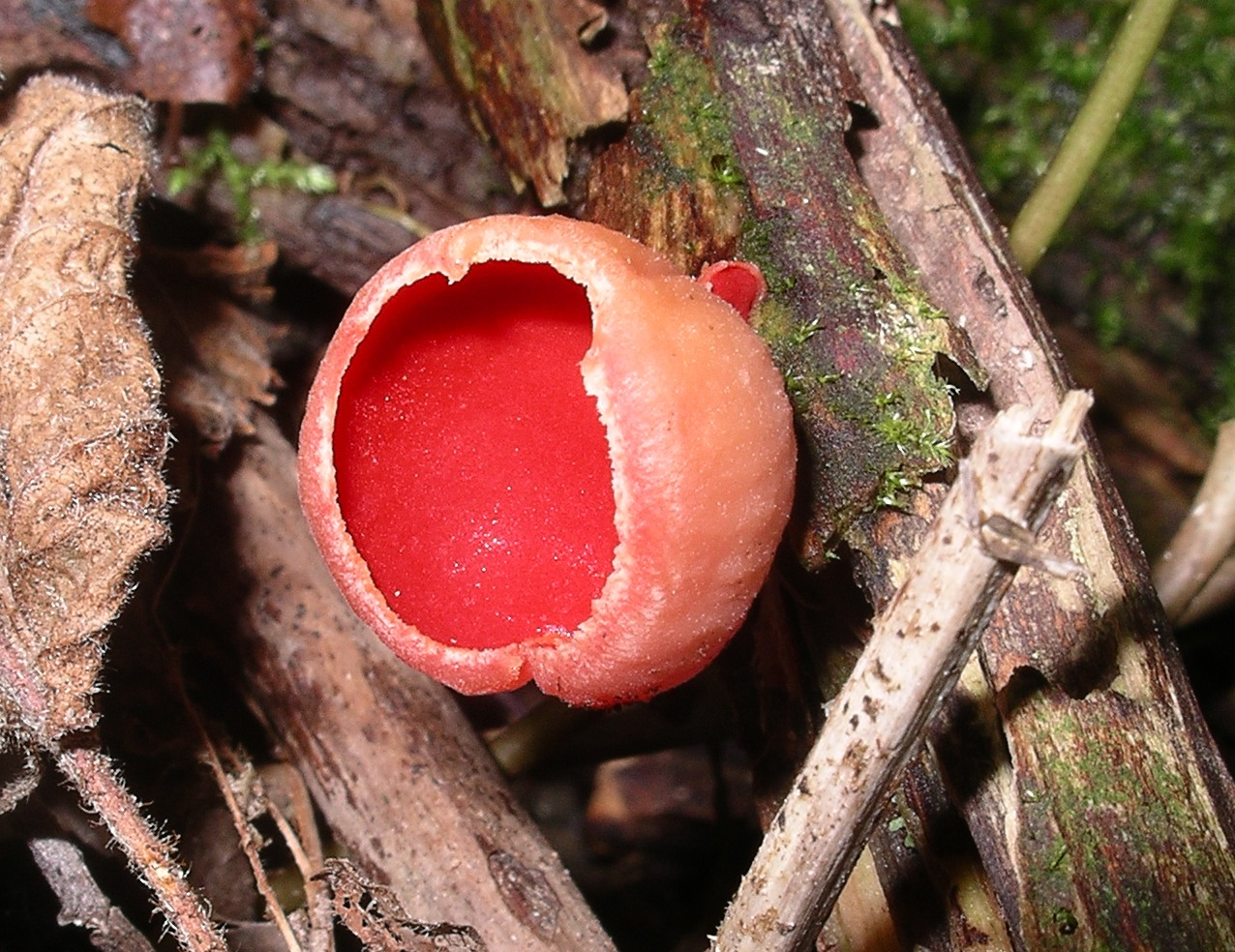
澳洲红盘菌（英语：Sarcoscypha austriaca）
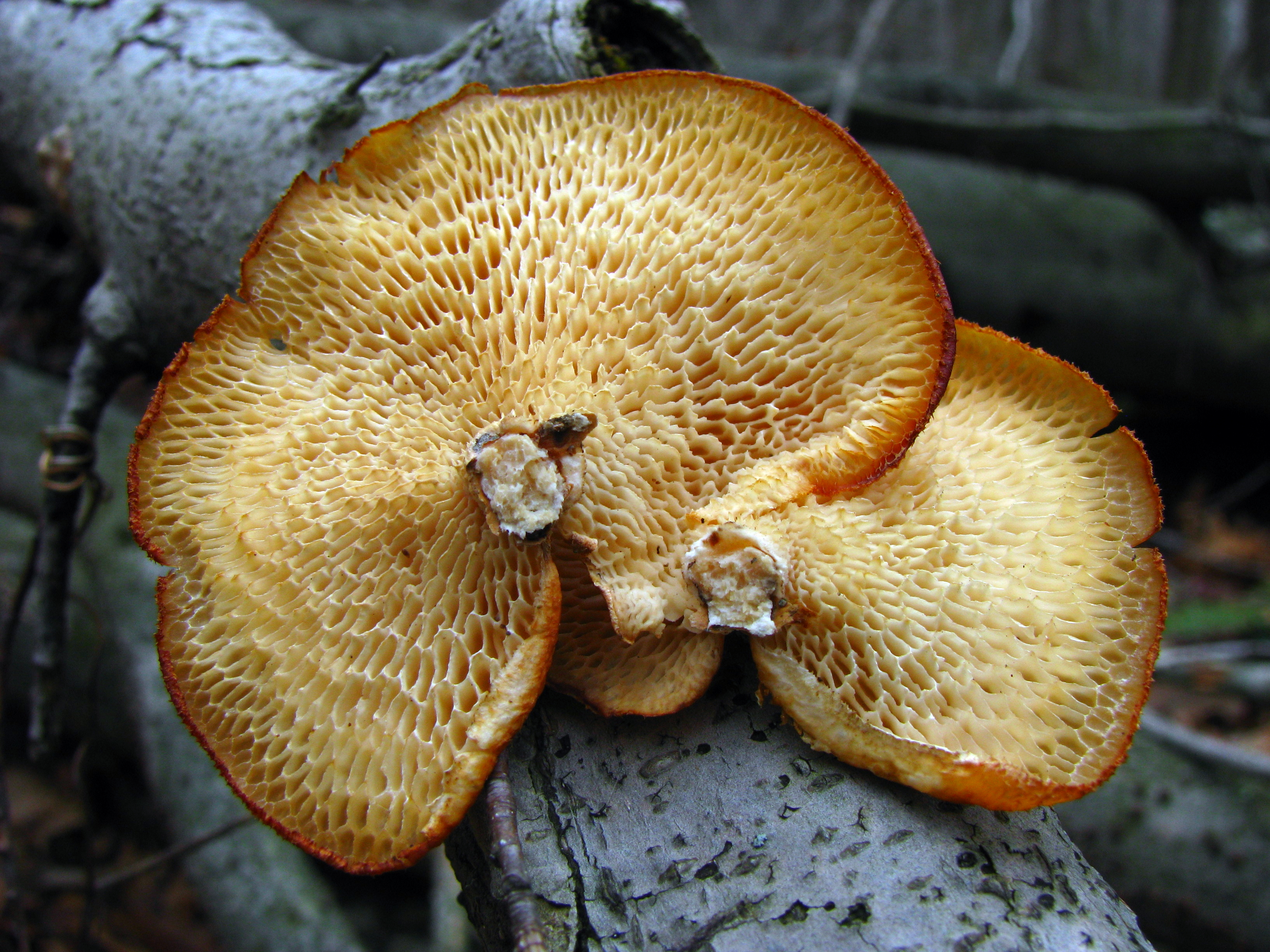
有大量六边孔的大孔多孔菌